# Jure Kralj
Jure Kralj (* 5. Juli 1984 in Jesenice, SR Slowenien) ist ein slowenischer Eishockeyspieler, der seit Januar 2012 beim HK Partizan Belgrad in der Slohokej Liga unter Vertrag steht.   

## Karriere
Jure Kralj begann seine Karriere als Eishockeyspieler beim HK Sportina Bled, für den er von 2000 bis 2003 in der Slowenischen Eishockeyliga aktiv war. Anschließend wechselte er zu dessen Ligarivalen HDD Olimpija Ljubljana, mit dem er 2004 und 2007 jeweils Slowenischer Meister wurde. Vor der Saison 2007/08 wurde Ljubljana in die Österreichische Eishockey-Liga aufgenommen, in der der Angreifer auf Anhieb mit seiner Mannschaft Vizemeister wurde und in der er in insgesamt vier Spielzeiten für Ljubljana zum Einsatz kam. Nach dem Saisonende in Österreich nahm er mit Olimpija zudem regelmäßig am Spielbetrieb der Slowenischen Eishockeyliga teil. 
Zur Saison 2011/12 wechselte Kralj zu Kemin Lämärit aus der Suomi-sarja, der dritten finnischen Spielklasse. Im Januar 2012 schloss er sich dem serbischen Verein HK Partizan Belgrad aus der Slohokej Liga an. 

### International
Für Slowenien nahm Kralj im Juniorenbereich an der U18-Junioren-B-Weltmeisterschaft 2002 sowie den U20-Junioren-B-Weltmeisterschaften 2003 und 2004 teil. 

## Erfolge und Auszeichnungen
- 2004 Slowenischer Meister mit HDD Olimpija Ljubljana
- 2007 Slowenischer Meister mit HDD Olimpija Ljubljana
- 2008 Vizemeister der Erste Bank Eishockey Liga

## ÖEHL-Statistik
(Stand: Ende der Saison 2010/11)